# Herrarnas linjelopp i landsvägscykling vid olympiska sommarspelen 2016
Herrarnas linjelopp i landsvägscykling vid olympiska sommarspelen 2016 avgjordes den 6 augusti 2016 i Rio de Janeiro.

## Medaljörer
| Event               | Guld                      | Silver                 | Brons             |
| Herrarnas linjelopp | Greg Van Avermaet Belgien | Jakob Fuglsang Danmark | Rafał Majka Polen |

## Startlista
| Land                    | Startnumber | Cyklister                                                                       | Referens    |
| ----------------------- | ----------- | ------------------------------------------------------------------------------- | ----------- |
| Algeriet                | 2           | Abderrahmane Mansouri Youcef Reguigui                                           |             |
| Argentina               | 3           | Daniel Díaz Maximiliano Richeze Eduardo Sepúlveda                               | [ 1 ]       |
| Australien              | 4           | Rohan Dennis Simon Clarke Richie Porte Scott Bowden                             | [ 2 ] [ 3 ] |
| Österrike               | 2           | Stefan Denifl Georg Preidler                                                    |             |
| Azerbajdzjan            | 1           | Maksim Averin                                                                   |             |
| Belarus                 | 2           | Vasil Kiryjenka Kanstantsin Siŭtsoŭ                                             |             |
| Belgien                 | 5           | Philippe Gilbert Serge Pauwels Greg van Avermaet Tim Wellens Laurens De Plus    |             |
| Bolivia                 | 1           | Óscar Soliz                                                                     |             |
| Brasilien               | 2           | Murilo Fischer Kléber Ramos                                                     | [ 4 ]       |
| Bulgarien               | 1           | Stefan Hristov                                                                  |             |
| Kanada                  | 3           | Antoine Duchesne Hugo Houle Michael Woods                                       |             |
| Chile                   | 1           | José Luis Rodríguez                                                             |             |
| Colombia                | 5           | Esteban Chaves Sergio Henao Miguel Ángel López Jarlinson Pantano Rigoberto Urán | [ 5 ] [ 6 ] |
| Costa Rica              | 1           | Andrey Amador                                                                   |             |
| Kroatien                | 2           | Kristijan Đurasek Matija Kvasina                                                |             |
| Tjeckien                | 4           | Jan Bárta Leopold König Zdeněk Štybar Petr Vakoč                                |             |
| Danmark                 | 3           | Jakob Fuglsang Christopher Juul-Jensen Chris Anker Sørensen                     |             |
| Dominikanska republiken | 1           | Diego Milán                                                                     |             |
| Ecuador                 | 1           | Byron Guamá                                                                     | [ 7 ]       |
| Eritrea                 | 1           | Daniel Teklehaimanot                                                            |             |
| Estland                 | 2           | Tanel Kangert Rein Taaramäe                                                     |             |
| Etiopien                | 1           | Tsgabu Grmay                                                                    | [ 8 ]       |
| Frankrike               | 4           | Julian Alaphilippe Romain Bardet Warren Barguil Alexis Vuillermoz               |             |
| Tyskland                | 4           | Emanuel Buchmann Simon Geschke Maximilian Levy Tony Martin                      |             |
| Storbritannien          | 5           | Chris Froome Steve Cummings Ian Stannard Geraint Thomas Adam Yates              | [ 9 ]       |
| Grekland                | 1           | Ioannis Tamouridis                                                              |             |
| Guatemala               | 1           | Manuel Rodas                                                                    |             |
| Hongkong                | 1           | Cheung King Lok                                                                 |             |
| Iran                    | 3           | Ghader Mizbani Arvin Moazemi Samad Pourseyedi                                   |             |
| Irland                  | 2           | Dan Martin Nicolas Roche                                                        | [ 10 ]      |
| Italien                 | 5           | Fabio Aru Vincenzo Nibali Damiano Caruso Alessandro De Marchi Diego Rosa        |             |

| NOC                   | Number | Athletes                                                                             | Ref    |
| --------------------- | ------ | ------------------------------------------------------------------------------------ | ------ |
| Japan                 | 2      | Yukiya Arashiro Kohei Uchima                                                         |        |
| Kazakstan             | 2      | Baqtiar Qozjatajev Andrej Zejts                                                      |        |
| Kosovo                | 1      | Qëndrim Guri                                                                         |        |
| Laos                  | 1      | Ariya Phounsavath                                                                    |        |
| Lettland              | 2      | Toms Skujiņš Aleksejs Saramotins                                                     |        |
| Litauen               | 2      | Ramūnas Navardauskas Ignatas Konovalovas                                             |        |
| Luxemburg             | 1      | Fränk Schleck                                                                        |        |
| Marocko               | 3      | Anass Aït El Abdia Soufiane Haddi Mouhssine Lahsaini                                 |        |
| Mexiko                | 1      | Luis Lemus                                                                           |        |
| Namibia               | 1      | Dan Craven                                                                           |        |
| Nederländerna         | 4      | Tom Dumoulin Steven Kruijswijk Bauke Mollema Wout Poels                              | [ 11 ] |
| Nya Zeeland           | 2      | George Bennett Zac Williams                                                          |        |
| Norge                 | 4      | Edvald Boasson Hagen Sven Erik Bystrøm Vegard Stake Laengen Lars Petter Nordhaug     |        |
| Polen                 | 4      | Maciej Bodnar Michał Gołaś Michał Kwiatkowski Rafał Majka                            |        |
| Portugal              | 4      | André Cardoso Rui Costa José Mendes Nelson Oliveira                                  |        |
| Puerto Rico           | 1      | Brian Babilonia                                                                      |        |
| Rumänien              | 1      | Serghei Țvetcov                                                                      |        |
| Ryssland              | 3      | Sergej Tjernetskij Alexej Kurbatov Pavel Kotjetkov                                   |        |
| Rwanda                | 1      | Adrien Niyonshuti                                                                    |        |
| Serbien               | 1      | Ivan Stević                                                                          |        |
| Slovakien             | 1      | Patrik Tybor                                                                         |        |
| Slovenien             | 4      | Matej Mohorič Jan Polanc Primož Roglič Simon Špilak                                  |        |
| Sydafrika             | 2      | Daryl Impey Louis Meintjes                                                           |        |
| Sydkorea              | 2      | Kim Ok-cheol Seo Joon-yong                                                           |        |
| Spanien               | 5      | Jonathan Castroviejo Imanol Erviti Ion Izagirre Joaquim Rodríguez Alejandro Valverde |        |
| Schweiz               | 4      | Michael Albasini Fabian Cancellara Steve Morabito Sébastien Reichenbach              | [ 12 ] |
| Tunisien              | 1      | Ali Nouisri                                                                          |        |
| Turkiet               | 2      | Ahmet Örken Onur Balkan                                                              |        |
| Ukraina               | 3      | Andrij Hrivko Denys Kostiuk Andrij Chrypta                                           |        |
| Förenade Arabemiraten | 1      | Yousif Mirza                                                                         |        |
| USA                   | 2      | Brent Bookwalter Taylor Phinney                                                      |        |
| Venezuela             | 2      | Miguel Ubeto Jonathan Monsalve                                                       |        |

## Resultat
| Placering             | Cyklist                       | Tid        |
| --------------------- | ----------------------------- | ---------- |
| 1                     | Greg Van Avermaet (BEL)       | 6h 10' 05" |
| 2                     | Jakob Fuglsang (DEN)          | s.t.       |
| 3                     | Rafał Majka (POL)             | + 5"       |
| 4                     | Julian Alaphilippe (FRA)      | + 22"      |
| 5                     | Joaquim Rodríguez (ESP)       | s.t.       |
| 6                     | Fabio Aru (ITA)               | s.t.       |
| 7                     | Louis Meintjes (RSA)          | s.t.       |
| 8                     | Andrej Zeits (KAZ)            | + 25"      |
| 9                     | Tanel Kangert (EST)           | + 1' 47"   |
| 10                    | Rui Costa (POR)               | + 2' 29"   |
| 11                    | Geraint Thomas (GBR)          | s.t.       |
| 12                    | Chris Froome (GBR)            | + 2' 58"   |
| 13                    | Dan Martin (IRL)              | s.t.       |
| 14                    | Emanuel Buchmann (GER)        | s.t.       |
| 15                    | Adam Yates (GBR)              | + 3' 03"   |
| 16                    | Brent Bookwalter (USA)        | + 3' 31"   |
| 17                    | Bauke Mollema (NED)           | s.t.       |
| 18                    | Kristijan Đurasek (CRO)       | s.t.       |
| 19                    | Sébastien Reichenbach (SUI)   | s.t.       |
| 20                    | Fränk Schleck (LUX)           | s.t.       |
| 21                    | Esteban Chaves (COL)          | + 3' 34"   |
| 22                    | Serge Pauwels (BEL)           | + 6' 12"   |
| 23                    | Alexis Vuillermoz (FRA)       | s.t.       |
| 24                    | Romain Bardet (FRA)           | s.t.       |
| 25                    | Simon Clarke (AUS)            | s.t.       |
| 26                    | Primož Roglič (SLO)           | + 9' 38"   |
| 27                    | Yukiya Arashiro (JPN)         | s.t.       |
| 28                    | Daryl Impey (RSA)             | s.t.       |
| 29                    | Nicolas Roche (IRL)           | s.t.       |
| 30                    | Alejandro Valverde (ESP)      | s.t.       |
| 31                    | Sergej Tjernetskij (RUS)      | s.t.       |
| 32                    | Christopher Juul-Jensen (DEN) | s.t.       |
| 33                    | George Bennett (NZL)          | + 11' 49"  |
| 34                    | Fabian Cancellara (SUI)       | s.t.       |
| 35                    | Ramūnas Navardauskas (LTU)    | + 12' 18"  |
| 36                    | André Cardoso (POR)           | s.t.       |
| 37                    | Eduardo Sepúlveda (ARG)       | s.t.       |
| 38                    | Pavel Kotjetkov (RUS)         | s.t.       |
| 39                    | Steven Kruijswijk (NED)       | s.t.       |
| 40                    | Damiano Caruso (ITA)          | s.t.       |
| 41                    | Andrij Hrivko (UKR)           | + 13' 18"  |
| 42                    | Philippe Gilbert (BEL)        | s.t.       |
| 43                    | Daniel Teklehaimanot (ERI)    | + 19' 20"  |
| 44                    | Georg Preidler (AUT)          | + 19' 37"  |
| 45                    | Patrik Tybor (SVK)            | + 20' 00"  |
| 46                    | Aleksejs Saramotins (LAT)     | s.t.       |
| 47                    | Anass Aït El Abdia (MAR)      | s.t.       |
| 48                    | Lars Petter Nordhaug (NOR)    | s.t.       |
| 49                    | Kanstantsin Siŭtsoŭ (BLR)     | s.t.       |
| 50                    | Vegard Stake Laengen (NOR)    | s.t.       |
| 51                    | Ioannis Tamouridis (GRE)      | s.t.       |
| 52                    | Jan Polanc (SLO)              | s.t.       |
| 53                    | José Mendes (POR)             | s.t.       |
| 54                    | Andrey Amador (CRC)           | s.t.       |
| 55                    | Michael Woods (CAN)           | s.t.       |
| 56                    | Michał Gołaś (POL)            | s.t.       |
| 57                    | Simon Špilak (SLO)            | s.t.       |
| 58                    | Petr Vakoč (CZE)              | s.t.       |
| 59                    | Toms Skujiņš (LAT)            | s.t.       |
| 60                    | Chris Anker Sørensen (DEN)    | s.t.       |
| 61                    | Baqtiar Qozjatajev (KAZ)      | s.t.       |
| 62                    | Michał Kwiatkowski (POL)      | s.t.       |
| 63                    | Alessandro De Marchi (ITA)    | + 20' 05"  |
| Passerade tidsgränsen |                               |            |
| –                     | Murilo Fischer (BRA)          | + 31' 47"  |
| –                     | Ignatas Konovalovas (LTU)     | s.t.       |

| Fullföljde inte | Fullföljde inte                   | Fullföljde inte |
| --------------- | --------------------------------- | --------------- |
| –               | Jonathan Castroviejo (ESP)        | DNF             |
| –               | Imanol Erviti (ESP)               | DNF             |
| –               | Ion Izagirre (ESP)                | DNF             |
| –               | Sergio Henao (COL)                | DNF             |
| –               | Miguel Ángel López (COL)          | DNF             |
| –               | Jarlinson Pantano (COL)           | DNF             |
| –               | Rigoberto Urán (COL)              | DNF             |
| –               | Warren Barguil (FRA)              | DNF             |
| –               | Steve Cummings (GBR)              | DNF             |
| –               | Ian Stannard (GBR)                | DNF             |
| –               | Rohan Dennis (AUS)                | DNF             |
| –               | Scott Bowden (AUS)                | DNF             |
| –               | Richie Porte (AUS)                | DNF             |
| –               | Laurens De Plus (BEL)             | DNF             |
| –               | Tim Wellens (BEL)                 | DNF             |
| –               | Tom Dumoulin (NED)                | DNF             |
| –               | Wout Poels (NED)                  | DNF             |
| –               | Vincenzo Nibali (ITA)             | DNF             |
| –               | Diego Rosa (ITA)                  | DNF             |
| –               | Michael Albasini (SUI)            | DNF             |
| –               | Steve Morabito (SUI)              | DNF             |
| –               | Simon Geschke (GER)               | DNF             |
| –               | Maximilian Levy (GER)             | DNF             |
| –               | Tony Martin (GER)                 | DNF             |
| –               | Edvald Boasson Hagen (NOR)        | DNF             |
| –               | Sven Erik Bystrøm (NOR)           | DNF             |
| –               | Maciej Bodnar (POL)               | DNF             |
| –               | Jan Bárta (CZE)                   | DNF             |
| –               | Leopold König (CZE)               | DNF             |
| –               | Zdeněk Štybar (CZE)               | DNF             |
| –               | Denys Kostiuk (UKR)               | DNF             |
| –               | Andrij Chrypta (UKR)              | DNF             |
| –               | Matej Mohorič (SLO)               | DNF             |
| –               | Ghader Mizbani (IRI)              | DNF             |
| –               | Arvin Moazzami (IRI)              | DNF             |
| –               | Samad Pourseyedi (IRI)            | DNF             |
| –               | Nelson Oliveira (POR)             | DNF             |
| –               | Abderrahmane Mansouri (ALG)       | DNF             |
| –               | Youcef Reguigui (ALG)             | DNF             |
| –               | Stefan Denifl (AUT)               | DNF             |
| –               | Soufiane Haddi (MAR)              | DNF             |
| –               | Mouhssine Lahsaini (MAR)          | DNF             |
| –               | Taylor Phinney (USA)              | DNF             |
| –               | Rein Taaramäe (EST)               | DNF             |
| –               | Zac Williams (NZL)                | DNF             |
| –               | Antoine Duchesne (CAN)            | DNF             |
| –               | Hugo Houle (CAN)                  | DNF             |
| –               | Vasil Kiryjenka (BLR)             | DNF             |
| –               | Kohei Uchima (JPN)                | DNF             |
| –               | Kim Ok-cheol (KOR)                | DNF             |
| –               | Seo Joon-yong (KOR)               | DNF             |
| –               | Jonathan Monsalve (VEN)           | DNF             |
| –               | Miguel Ubeto (VEN)                | DNF             |
| –               | Matija Kvasina (CRO)              | DNF             |
| –               | Daniel Díaz (ARG)                 | DNF             |
| –               | Maximiliano Richeze (ARG)         | DNF             |
| –               | Cheung King Lok (HKG)             | DNF             |
| –               | José Luis Rodríguez Aguilar (CHI) | DNF             |
| –               | Adrien Niyonshuti (RWA)           | DNF             |
| –               | Maksim Averin (AZE)               | DNF             |
| –               | Serghei Țvetcov (ROM)             | DNF             |
| –               | Luis Lemus (MEX)                  | DNF             |
| –               | Onur Balkan (TUR)                 | DNF             |
| –               | Ahmet Örken (TUR)                 | DNF             |
| –               | Kléber Ramos (BRA)                | DNF             |
| –               | Ali Nouisri (TUN)                 | DNF             |
| –               | Stefan Hristov (BUL)              | DNF             |
| –               | Manuel Rodas (GUA)                | DNF             |
| –               | Byron Guamá (ECU)                 | DNF             |
| –               | Ivan Stević (SRB)                 | DNF             |
| –               | Tsgabu Grmay (ETH)                | DNF             |
| –               | Diego Milán (DOM)                 | DNF             |
| –               | Dan Craven (NAM)                  | DNF             |
| –               | Óscar Soliz (BOL)                 | DNF             |
| –               | Qëndrim Guri (KOS)                | DNF             |
| –               | Brian Babilonia (PUR)             | DNF             |
| –               | Yousif Mirza (UAE)                | DNF             |
| –               | Ariya Phounsavath (LAO)           | DNF             |
| –               | Alexej Kurbatov (RUS)             | DNF             |